# ازدواج چپ‌اندرقیچی
ازدواج چپ‌اندرقیچی (انگلیسی: Slipping Wives) یک فیلم زوج هنری صامت در ژانر کمدی به کارگردانی فرد گیول است که در سال ۱۹۲۷ منتشر شد.

## بازیگران
- پریسیلا دین
- اولیور هاردی
- استن لورل
- هربرت رولینسن
- آلبرت کونتی